# Puebla de Don Fadrique
La Puebla de Don Fadrique és una localitat situada en l'extrem nord-est de la província de Granada, al costat del límit amb Albacete, i tradicionalment considerada el punt de la província més llunyà de la capital. Limita amb Orce i Huéscar; amb María i Vélez-Blanco, a Almeria; amb Caravaca de la Cruz i Moratalla, a Múrcia; i amb Nerpio, a Albacete.

## Persones il·lustres
- José María Castillo, teòleg de l'alliberament.
- Eufemio Sánchez Martínez, soldat dels Últims de les Filipines.
- Rafa Paz, futbolista, set cops internacional amb la selecció espanyola.